# Мужская сборная Кипра по баскетболу 3×3
Мужская сборная Кипра по баскетболу 3×3 представляет Республику Кипр на международных соревнованиях по баскетболу 3×3. Управляющим органом является Федерация баскетбола Кипра.
По состоянию на 7 сентября 2024, мужская сборная Кипра по баскетболу 3×3 занимает 89-е место в мировом рейтинге ФИБА мужских сборных по баскетболу 3×3.

## Результаты выступлений
| Турнир                             | Золото | Серебро | Бронза | Всего |
| ---------------------------------- | ------ | ------- | ------ | ----- |
| Чемпионат Европы по баскетболу 3×3 | —      | —       | —      | —     |
| Средиземноморские игры             | —      | —       | —      | —     |
| Итого                              | —      | —       | —      | —     |

### Чемпионат Европы по баскетболу 3×3
| Год            | Место          | Игры           | Победы         | Поражения      | Состав команды                                                        |
| -------------- | -------------- | -------------- | -------------- | -------------- | --------------------------------------------------------------------- |
| 2014—2022      | не участвовали | не участвовали | не участвовали | не участвовали | не участвовали                                                        |
| Иерусалим 2023 | 12             | 2              | 0              | 2              | Marios Georgiou, Andreas Himonas, Stefanos Iliadis, Christos Loizides |
| 2024           | не участвовали | не участвовали | не участвовали | не участвовали | не участвовали                                                        |

### Средиземноморские игры
| Год            | Место | Игры | Победы | Поражения | Состав команды                                                                  |
| -------------- | ----- | ---- | ------ | --------- | ------------------------------------------------------------------------------- |
| Таррагона 2018 | 6     | 4    | 2      | 2         | Aristidis Christou, Christos Pyrillis, Ioannis Pasiali, Orestis Andreouć        |
| Оран 2022      | 12    | 4    | 0      | 4         | Andreas Himonas, Nikolas Papademetriou, Georgios Tretiakov, Marios Constantinou |